# Бабино (Утроїнська волость)
Бабино (рос. Бабино) — присілок в Питаловському районі Псковської області Російської Федерації.
Населення становить 6[56] осіб. Входить до складу муніципального утворення Утроїнська волость.

## Історія
Від 2015 року входить до складу муніципального утворення Утроїнська волость.

## Населення
| 2001 |
| ---- |
| 6    |